# Campionat d'Europa de Futbol sub-21 de la UEFA
El Campionat d'Europa de Futbol sub-21 és una competició de futbol organitzada per la UEFA, que es juga cada dos anys. Aquesta competició es juga des de 1978. Va ser precedida per una competició sub-23 del 1967 fins al 1970. El campionat actual va començar el 1972.

## Guanyadors

### Guanyadors de la Challenge Cup sub-23
| Data          | Guanyadors | Finalistes           | Seu                    |  |
| Juny 1967     | Bulgària   | Alemanya Democràtica | Stara Zagora, Bulgària |  |
| Setembre 1967 | Bulgària   | Finlàndia            | Burgàs, Bulgària       |  |
| Novembre 1967 | Bulgària   | Txecoslovàquia       | Pleven Bulgària        |  |
| Abril 1968    | Bulgària   | Països Baixos        | Sofia, Bulgària        |  |
| Octubre 1968  | Iugoslàvia | Bulgària             | Rousse, Bulgària       |  |
| Juny 1969     | Iugoslàvia | Espanya              | Novi Sad, Iugoslàvia   |  |
| Novembre 1969 | Iugoslàvia | Suècia               | Zrenjanin, Iugoslàvia  |  |
| Març 1970     | Iugoslàvia | Grècia               | Atenes, Grècia         |  |

### Campions i Finalistes Sub-23
| Competició | Guanyadors     | Finalistes           |  |
| 1970-1972  | Txecoslovàquia | URSS                 |  |
| 1972-1974  | Hongria        | Alemanya Democràtica |  |
| 1974-1976  | URSS           | Hongria              |  |

### Campions i Finalistes Sub-21
| Competició | Guanyadors | Finalistes           |  |
| 1976-1978  | Iugoslàvia | Alemanya Democràtica |  |
| 1978-1980  | URSS       | Alemanya Democràtica |  |
| 1980-1982  | Anglaterra | Alemanya Federal     |  |
| 1982-1984  | Anglaterra | Espanya              |  |
| 1984-1986  | Espanya    | Itàlia               |  |
| 1986-1988  | França     | Grècia               |  |
| 1988-1990  | URSS       | Iugoslàvia           |  |
| 1990-1992  | Itàlia     | Suècia               |  |

| Competició | Guanyadors      | Finalistes          | Amfitrió           |  |
| 1992-1994  | Itàlia          | Portugal            | França             |  |
| 1994-1996  | Itàlia          | Espanya             | Espanya            |  |
| 1996-1998  | Espanya sub-21  | Grècia              | Romania            |  |
| 1998-2000  | Itàlia          | República Txeca     | Eslovàquia         |  |
| 2000-2002  | República Txeca | França              | Suïssa             |  |
| 2002-2004  | Itàlia          | Sèrbia i Montenegro | Alemanya           |  |
| 2004-2006  | Països Baixos   | Ucraïna             | Portugal           |  |
| 2006-2007  | Països Baixos   | Sèrbia              | Països Baixos      |  |
| 2007-2009  | Alemanya        | Anglaterra          | Suècia             |  |
| 2009-2011  | Espanya sub-21  | Suïssa              | Dinamarca          |  |
| 2011-2013  | Espanya sub-21  | Itàlia              | Israel             |  |
| 2013-2015  | Suècia          | Portugal            | República Txeca    |  |
| 2015-2017  | Alemanya        | Espanya sub-21      | Polònia            |  |
| 2017-2019  | Espanya sub-21  | Alemanya            | Itàlia             |  |
| 2019-2021  | Alemanya        | Portugal            | Hongria- Eslovènia |  |
| 2021-2023  | Anglaterra      | Espanya sub-21      | Romania- Geòrgia   |  |
| 2023-2025  |                 |                     | Eslovàquia         |  |

## Palmarès sub-21
| Equip             | Campió                           | Finalista                  | Tercer lloc    |
| ----------------- | -------------------------------- | -------------------------- | -------------- |
| Espanya           | 5 (1986, 1998, 2011, 2013, 2019) | 4 (1984, 1996, 2017, 2023) | 2 (1994, 2000) |
| Itàlia            | 5 (1992, 1994, 1996, 2000, 2004) | 2 (1986, 2013)             |                |
| Alemanya          | 3 (2009, 2017, 2021)             | 2 (1982, 2019)             |                |
| Anglaterra        | 3 (1982, 1984, 2023)             | 1 (2009)                   |                |
| Rússia            | 2 (1980, 1990)                   |                            |                |
| Països Baixos     | 2 (2006, 2007)                   |                            |                |
| Sèrbia            | 1 (1978)                         | 3 (1990, 2004, 2007)       |                |
| França            | 1 (1988)                         | 1 (2002)                   | 1 (1996)       |
| Txèquia           | 1 (2002)                         | 1 (2000)                   |                |
| Suècia            | 1 (2015)                         | 1 (1992)                   |                |
| Portugal          |                                  | 3 (1994, 2015, 2021)       | 1 (2004)       |
| Alemanya Oriental |                                  | 2 (1978, 1980)             |                |
| Grècia            |                                  | 2 (1988, 1998)             |                |
| Ucraïna           |                                  | 1 (2006)                   |                |
| Suïssa            |                                  | 1 (2011)                   |                |
| Noruega           |                                  |                            | 1 (1998)       |
| Belarús           |                                  |                            | 1 (2011)       |

1. ↑  Inclou l'Alemanya de l'Est
2. ↑  Inclou la Unió Soviètica
3. ↑  Inclou Iugoslàvia i Sèrbia i Montenegro